# Мариана Георгиева
Мариана Василева Георгиева-Бенчева е българска филоложка, професор, политик, министър на младежта и спорта в правителството на Орешарски.

## Биография
Родена е на 21 септември 1961 г. в софийското село  Джурово. В периода 1980 – 1984 г. учи българска филология във Великотърновския университет „Св. св. Кирил и Методий“. През 1997 г. става доктор по филология с дисертация на тема „Асиметрия при сложни изречения с „и“ и „но“.
В периода 1985 – 2003 г. е главен асистент по синтаксис във Великотърновския университет „Св. св. Кирил и Методий“.
През 2009 г. става доктор на филологическите науки с труд на тема „Синтактични аспекти на гносеологическата недостатъчност (дефицити на предикацията) (с оглед на българския език)“. Между 2004 и 2010 г. е доцент към Бургаския свободен университет. От 2007 до 2010 г. е член на Специализирания научен съвет по славянско езикознание към ВАК. През 2011 г. става професор по български език. 
През 2001 – 2010 г. работи в Министерството на образованието и науката – първоначално като началник на отдел, а впоследствие като директор на Дирекция „Студенти и специализанти“ („Студенти, докторанти и специализанти“). През 2004 година името ѝ се свързва с корупционен скандал във връзка с нерагламентиран прием на македонски албанци в български университети и други нередности при приема на българи от чужбина. Разкрития в медиите доказват, че тестовете при организирания от Георгиева прием не са анонимни. Влиянието ѝ върху образователните политики на МОН сред българите зад граница се посочва през 2010 г. като лош пример от страна на тогавашния министър, отговарящ за българите в чужбина, Божидар Димитров.
През 2010 г. е сред публично оповестените нещатни сътрудници към Народното събрание – сътрудник на Лютви Местан в областта на висшето образование, науката и културата. Между 2011 и 2013 г. е професор към Института за български език „Проф. Любомир Андрейчин“ към БАН, където е част от състава на секцията за етнолингвистика, и заедно с това към Университета по библиотекознание и информационни технологии, където е част от състава на катедрата „Книга и общество“.
От 29 май 2013 г. е министър на младежта и спорта.
Посещава зимните олимпийски игри в Сочи на 7 – 8 февруари 2014 г., където се среща с българските представители.